# Malaysia International Series 2019
Die Malaysia International Series 2019 im Badminton fand vom 18. bis zum 23. Juni 2019 in Ipoh statt.

## Sieger und Platzierte
| Disziplin    | Gold                              | Silber                                       | Bronze                                |
| ------------ | --------------------------------- | -------------------------------------------- | ------------------------------------- |
| Herreneinzel | Soong Joo Ven                     | Cheam June Wei                               | Lim Chong King                        |
| Herreneinzel | Soong Joo Ven                     | Cheam June Wei                               | Tan Jia Wei                           |
| Dameneinzel  | Sri Fatmawati                     | Xuan Eoon Qi                                 | Nuntakarn Aimsaard                    |
| Dameneinzel  | Sri Fatmawati                     | Xuan Eoon Qi                                 | Kisona Selvaduray                     |
| Herrendoppel | Leo Rolly Carnando Daniel Marthin | Low Hang Yee Ng Eng Cheong                   | Chen Tang Jie Chia Wei Jie            |
| Herrendoppel | Leo Rolly Carnando Daniel Marthin | Low Hang Yee Ng Eng Cheong                   | Muhammad Shohibul Fikri Bagas Maulana |
| Damendoppel  | Pearly Tan Thinaah Muralitharan   | Febriana Dwipuji Kusuma Ribka Sugiarto       | Anna Cheong Ching Yik Lim Chiew Sien  |
| Damendoppel  | Pearly Tan Thinaah Muralitharan   | Febriana Dwipuji Kusuma Ribka Sugiarto       | Nita Violina Marwah Putri Syaikah     |
| Mixed        | Amri Syahnawi Pia Zebadiah        | Andika Ramadiansyah Bunga Fitriani Romadhini | Hoo Pang Ron Cheah Yee See            |
| Mixed        | Amri Syahnawi Pia Zebadiah        | Andika Ramadiansyah Bunga Fitriani Romadhini | Man Wei Chong Pearly Tan              |